# Royal Ordnance L11
Le Royal Ordnance L11 est un canon rayé de calibre 120 mm et de longueur 55 calibres. Il a été le premier canon de char de l'OTAN de 120 mm, le calibre standard des chars occidentaux de la fin de la guerre froide. 

## Histoire
Conçu à partir de 1957, accepté à bord du Chieftain en 1965 et entré en service en 1966, le L11 a été produit à 3 102 exemplaires à un coût unitaire de 227 000 dollars.
Le L11 a été développé par les Royal Ordnance Factories britanniques pour remplacer le Royal Ordnance L7 de 105 mm des chars Centurion sur les chars Chieftain. Il a aussi été utilisé sur le char Challenger 1, qui a remplacé le Chieftain dans les armées britanniques et jordaniennes. Il a depuis été dépassé par le canon rayé L30 de 120 mm.

## Modèles
- L11 A1 : modèle original, 130 exemplaires produits.
- L11 A2 : L11 A1 modifié par la société Royal Ordnance Defence, incluant une canule modifiée, une butée obturante protégée (empêchant de charger un deuxième projectile dans la culasse), un boîtier-chargeur d'une capacité de 15 étoupilles et un anneau de culasse construit avec des matériaux plus résistants à l'usure.
- L11 A3 : modifications mineures à l'anneau de culasse, butée obturbante supprimée. Utilisé sur les premiers modèles du char Chieftain.
- L11 A4 : prototype optimisé pour fonctionner avec un système de chargement automatique.
- L11 A5 : modèle produit en grande série, utilisé sur les chars Chieftain et Challenger 1, il incorporait un mécanisme de chargement semi-automatique des étoupilles, un miroir de volée ainsi qu'un nouvel extracteur de fumées plus léger, obligeant à ré-équilibrer le canon avec un nouveau contrepoids placé à la hauteur de la culasse.
- L11 A6 : L11A3 transformés en L11A5.
- L11 A7 : incorporant un mécanisme automatique de chargement des étoupilles, testé sur le prototype de char FV3030/3 Shir 2.

## Gamme des munitions utilisées par le canon L11
- L23A1 : cet obus-flèche entré en dotation en 1983, il comprend un barreau de 3,69 kg en alliage de tungstène et de cupronickel avec un empennage à six ailerons en aluminium. Son sabot de type poussé-tracté comporte 3 pétales en aluminium. La munition flèche shot 120mm TK APFSDS est utilisée avec la charge propulsive L8A1. Le L23A1 est capable de perforer les cibles OTAN Cible Simple Char Lourd et Cible Triple Char Lourd à des distances respectives de 6 350 m et 6 300 m. Sa vitesse initiale est comprise entre 1 534 m/s et 1 549 m/s en conditions nominales.
- L26A1 : cet obus-flèche a été conçu initialement dans le cadre du programme CHARM 1, pour être tiré, avec la charge L12, par le canon L30A1. Les performances balistiques de l'obus-flèche L23A1 ayant été jugées insuffisantes par les services de renseignements britanniques, face au blindage du T-72M1, il fut décidé, en urgence, d'adapter cette munition au canon L11A5 du Challenger 1 en vue de son déploiement en Irak lors de la Guerre du Golfe. Ce programme portant le nom de code Jericho abouti à la création des charges L14A1 et L14A2 conçues pour les environnements chauds. L'obus-flèche L26A1 comprend un barreau de 4,63 kg en alliage d'uranium appauvri lui conférant une capacité de perforation de 15% supérieure à celle du L23A1.
- L31A7 : un obus à tête d'écrasement, il est capable de générer des éclats derrière une plaque de blindage épaisse de 150 mm. Il contient 4,08 kg de RDX, sa charge de poudre L3A2 lui donne une vitesse initiale de 670 m/s.
- L34A2 : un obus fumigène (OFUM) contenant 4,1 kg de phosphore blanc, sa charge de poudre L3A2 lui donne une vitesse initiale de 670 m/s.
- L35 : un obus de défense rapprochée (ODR) projetant 1008 billes de 9,5 mm ainsi qu'un millier de granulés en acier à plus de 500 m.

## Crédits
- (en) Cet article est partiellement ou en totalité issu de l’article de Wikipédia en anglais intitulé « Royal Ordnance L11A5 » (voir la liste des auteurs).